# Abu l-Abbas as-Saffah

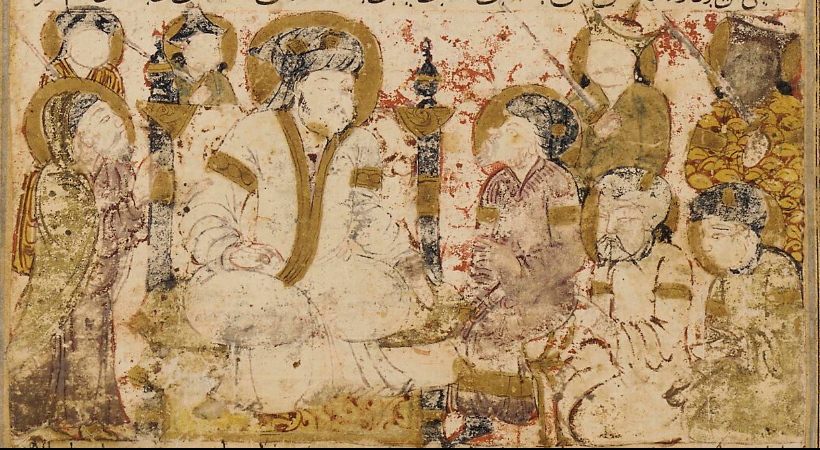
Darstellung in der Tarichname von Balami zur Ausrufung des Kalifen

Abu l-Abbas as-Saffah, fälschlich auch als Abu al-Abbas al-Saffah bezeichnet, arabisch أبو العباس السفاح, DMG Abū ’l-ʿAbbās as-Saffāḥ, (* 722; † 10. Juni 754 in al-Anbar) war der erste Kalif der Abbasiden (749–754) und der Begründer dieser Dynastie.

## Leben
Abu l-Abbas wurde 722 geboren. Sein Vater Muhammad ibn Ali war ein Urenkel von al-Abbas, einem Onkel des Propheten Mohammed. Nachdem sein älterer Bruder Ibrahim 749 in der Gefangenschaft der Umayyaden gestorben war, übernahm Abu l-Abbas die Führung der abbasidischen Bewegung und leitete mit dem Aufstand des Abu Muslim in Chorassan den Sturz der Umayyaden-Dynastie ein.
Nach der Besetzung von Mesopotamien ließ sich Abu l-Abbas 749 in Kufa zum Kalifen ausrufen und begründete damit die Dynastie der Abbasiden. Die Umayyaden wurden nach der Schlacht am Großen Zab (750) fast vollständig ausgerottet. Nur dem Prinzen Abd ar-Rahman gelang die Flucht nach al-Andalus, wo er die Dynastie der Umayyaden fortsetzen konnte (siehe: Emirat von Córdoba).
Die kurze Regierung von as-Saffah ist durch die Auseinandersetzung mit den Aliden gekennzeichnet, die sich beim Sturz der Umayyaden Hoffnungen auf den Kalifenthron gemacht hatten. ʿAbdallāh ibn al-Ḥasan, das damalige Oberhaupt der Aliden, wurde von ihm allerdings mit großem Respekt behandelt. Außenpolitisch ist der Sieg über die Chinesen in der Schlacht am Talas (751) bedeutsam, mit dem die Muslime ihre Eroberungen in Transoxanien/Mittelasien sichern konnten. Allerdings starb as-Saffah schon 754 kurz nach der Gründung seiner neuen Residenz al-Anbar am unteren Euphrat. Neuer Kalif wurde sein Bruder Abu Dschafar, der unter dem Namen al-Mansur den Thron bestieg (754–775).
Der Beiname As-Saffah bedeutet übersetzt Der Blutvergießer. Abu l-Abbas wurde der Beiname durch die blutige Ermordung und Unterdrückung der Vorgängerdynaste der Umayyaden als auch seiner politischen Verbündeten. Abu l-Abbas griff den Beinamen in öffentlichen Reden selbst auf.
Ein berühmter Nachfolger von Abu l-Abbas, nämlich der Kalif Hārūn ar-Raschīd, benannte den kostbaren Elefanten, den er Karl dem Großen als Geschenk übersenden ließ, nach dem Gründer der abbasidischen Dynastie (siehe hierzu den Artikel Abul Abbas).